# Neoclytus podagricus
Neoclytus podagricus es una especie de escarabajo longicornio del género Neoclytus, tribu Clytini, subfamilia Cerambycinae. Fue descrita científicamente por White en 1855.

## Descripción
Mide 11 milímetros de longitud.

## Distribución
Se distribuye por Haití y República Dominicana.